# 高松梅治
高松 梅治(たかまつうめじ、うめはる、明治15年1882年12月〜)とは、日本の軍人、学者、発明家である。無限軌道を発明したことで知られる。

## 略歴
富山県新川郡新保村（現・富山市栗山）に高松清重の子として生まれる。中学のころ井上円了に学び、慶應義塾に入学、明治40年（1907年）に同校法科を卒業。
巣鴨・板橋（白山）間を走る乗合馬車（通称・ガタ馬車）に乗った妊婦がその激しい揺れにより車上流産したを知り、滑らかに回転させるものとして無限軌道の研究を始め、13年の試行錯誤の末、明治44年（1911）に欧米8か国に特許申請し、国内では農商務省の特許を取得した（発明自体は1899年とする説、1907年ごろとする説あり）。同年12月に富山県庁前で試作車の公開実験を行ない、1912年1月に内務省内で試運転を行なった。1913年に東京第一師団で実験して見せた際には、英国大使付武官も参観し、その画期的な発明に驚き、本国イギリスへ急報したという。このほか、近衛師団司令部、陸軍士官学校、衆議院、大阪市役所など公私数百回の公開実験を行ない、その効力を広く知らしめたが、成功を妬まれ、妨害や中傷、類似品の出現など多くの困難に見舞われた。
日本陸軍はこの無限軌道を不採用にしたが、1916年9月、第一次世界大戦の欧州戦線にこの原理を応用したタンク（無限軌道戦車）が登場し、その後日本軍を含めた全世界で採用された。

## 年譜
富山県に生まれる。
富山県立富山高等学校卒。慶應義塾大学卒。
1910年に無限軌道を考案。後にイギリス軍の戦車に採用される。

## その他
時期不詳なるも、高松家は同地の豪農である一方、樺太で水産事業を行っており、漁師が砂浜で水揚げをしている際に、無限軌道の原理となるアイディアを発見し、実用化したものといわれる。また樺太での事業に関係して訴訟が発生するも、弁護士抜きで自身が訴訟を進めたといわれる。